# Segunda División de México 2023-24
La Temporada 2023-24 de la Liga Premier fue la LXXIV temporada de la Segunda División de México.

## Temporada 2023-24 Serie A
La temporada 2023-24 de la Serie A es el torneo 50.º de la competencia correspondiente a la LXXIV temporada de la categoría. Este certamen es disputado por 36 equipos.

### Cambios
- Se recuperó el formato de torneo largo más liguilla luego de dos temporadas en las que se celebraron torneos cortos.[1]
- El club Alacranes de Durango regresó a la Liga Premier luego de haber perdido su plaza como invitado en la Liga de Expansión MX por tener problemas financieros.[2]
- Los clubes Aguacateros de Peribán y Atlético Aragón ingresaron a la liga tras haber ascendido desde la Tercera División.[3]
- El Club Calor y Pioneros de Cancún fueron recolocados en la Serie A tras cumplir con los requisitos para participar en esta rama, la temporada anterior participaron en la Serie B.[4][5]
- Escorpiones Fútbol Club se trasladó de Cuernavaca a Zacatepec y cambió su nombre a Escorpiones Zacatepec.[6]
- Catedráticos Elite cambió su nombre a Petroleros de Salamanca tras completar el proceso de cambio de nombre y sede iniciado en el torneo anterior.[7]
- El Leviatán Fútbol Club no participará en la liga tras ser suspendido por no cumplir con sus obligaciones como afiliado.[8]
- Coras Fútbol Club cambió de sede de Tepic, Nayarit a Piedras Negras, Coahuila.[9]
- El Real de Arteaga Fútbol Club fue comprado por nuevos propietarios, cambiando de sede a Apodaca, Nuevo León y siendo renombrado como Real Apodaca Fútbol Club.[10]
- El Club de Fútbol Reynosa se integró en la liga tras adquirir la franquicia del club Alebrijes de Oaxaca "B", equipo que se coronó campeón de la temporada anterior de la Serie B de México y ganó su derecho a participar en la Serie A.[11]
- El Club Deportivo Irapuato y el Racing Fútbol Club Porto Palmeiras se integraron en la liga como clubes de expansión.[7]
- Los clubes Aguacateros Club Deportivo Uruapan,[12] Deportivo Dongu y Pachuca Premier fueron recolocados en la Serie B.[13]
- El Club Deportivo Tulancingo no participará en la temporada.[14]

### Equipos participantes
Lista de equipos participantes para la temporada 2023-24, anunciada el 18 de julio de 2023.

#### Grupo 1
| Equipo               | Entrenador        | Ciudad                         | Fundación      | Estadio                             | Capacidad | Filial               |
| -------------------- | ----------------- | ------------------------------ | -------------- | ----------------------------------- | --------- | -------------------- |
| Calor                | Omar Hernández    | Monclova, Coahuila             | 2001 (23 años) | Ciudad Deportiva Nora Leticia Rocha | 4 000     |                      |
| Chihuahua F.C.       | Alejandro Pérez   | Chihuahua, Chihuahua           | 2022 (3 años)  | Olímpico UACH                       | 22 000    |                      |
| Cimarrones "B"       | Alfredo Durán     | Hermosillo, Sonora             | 2015 (9 años)  | Héroe de Nacozari                   | 18 747    | Cimarrones F. C.     |
| Colima F.C.          | Sergio Bueno      | Colima, Colima                 | 2020 (5 años)  | Olímpico Universitario de Colima    | 11 812    |                      |
| Coras F.C.           | Elías Mdahuar     | Piedras Negras, Coahuila       | 1959 (65 años) | Sección 123                         | 6 000     |                      |
| Durango              | Ricardo Rayas     | Durango, Durango               | 1997 (28 años) | Francisco Zarco                     | 18 000    |                      |
| Gavilanes            | Raúl Salazar      | Matamoros, Tamaulipas          | 2011 (13 años) | El Hogar                            | 22 000    |                      |
| Leones Negros "B"    | Ahuízotl Sánchez  | Zapopan, Jalisco               | 2013 (11 años) | Club Deportivo U. de G.             | 3 000     | Leones Negros UDG    |
| Los Cabos United     | Rodrigo Ruiz      | Los Cabos, Baja California Sur | 2022 (3 años)  | Complejo Deportivo Don Koll         | 3 500     |                      |
| Mexicali F.C.        | Manuel Naya Barba | Mexicali, Baja California      | 2022 (3 años)  | Ciudad Deportiva Mexicali           | 5 000     |                      |
| Mineros de Fresnillo | Isaac Martínez    | Fresnillo, Zacatecas           | 2007 (18 años) | Minera Fresnillo                    | 6 000     | Mineros de Zacatecas |
| Real Apodaca         | Omar Gómez        | Apodaca, Nuevo León            | 2023 (1 años)  | Centenario del Ejército Mexicano    | 2 000     |                      |
| Reynosa              | Édgar Barrón      | Reynosa, Tamaulipas            | 2023 (1 años)  | Reynosa                             | 10 000    |                      |
| Saltillo             | Isaac Saldívar    | Saltillo, Coahuila             | 2019 (5 años)  | Francisco I. Madero                 | 12 000    |                      |
| Tecos                | Jorge Hernández   | Zapopan, Jalisco               | 1971 (53 años) | Tres de Marzo                       | 18 779    |                      |
| Tritones Vallarta    | Juan Pablo Alfaro | Puerto Vallarta, Jalisco       | 2021 (4 años)  | Ciudad Deportiva San José del Valle | 4 000     |                      |
| UAZ                  | Rubén Hernández   | Zacatecas, Zacatecas           | 1990 (35 años) | Carlos Vega Villalba                | 20 737    |                      |
| UAT                  | Gandhi Vega       | Ciudad Victoria, Tamaulipas    | 1995 (30 años) | Prof. Eugenio Alvizo Porras         | 5 000     | Correcaminos UAT     |

#### Grupo 2
| Equipo                  | Entrenador          | Ciudad                           | Fundación       | Estadio                       | Capacidad | Filial       |
| ----------------------- | ------------------- | -------------------------------- | --------------- | ----------------------------- | --------- | ------------ |
| Aguacateros de Peribán  | Marco Angulo        | Peribán, Michoacán               | 2020 (4 años)   | Municipal de Peribán          | 3 000     |              |
| Atlético Aragón         | Juan Carlos Moreno  | Cuautitlán, Estado de México     | 2016 (9 años)   | Los Pinos                     | 5 000     |              |
| Cafetaleros de Chiapas  | César Alexenicer    | Tuxtla Gutiérrez, Chiapas        | 2015 (10 años)  | Víctor Manuel Reyna           | 29 001    |              |
| Deportiva Venados       | Alfredo García      | Tamanché, Yucatán                | 2014 (10 años)  | Alonso Diego Molina           | 2 500     |              |
| Escorpiones Zacatepec   | Miguel Gutiérrez    | Zacatepec, Morelos               | 2021 (4 años)   | Agustín Coruco Díaz           | 24 313    |              |
| Halcones de Zapopan     | Oscar Romero        | Zapotlanejo, Jalisco             | 2020 (4 años)   | Miguel Hidalgo                | 1 700     |              |
| Inter Playa             | Carlos Bracamontes  | Playa del Carmen, Quintana Roo   | 1999 (26 años)  | Mario Villanueva Madrid       | 7 500     |              |
| Inter Querétaro         | Aquivaldo Mosquera  | Santiago de Querétaro, Querétaro | 2020 (4 años)   | Olímpico Alameda              | 4 600     |              |
| Irapuato                | Víctor Medina       | Irapuato, Guanajuato             | 1911 (114 años) | Sergio León Chávez            | 25 000    |              |
| La Piedad               | Juan Pablo García   | La Piedad, Michoacán             | 1951 (73 años)  | Juan N. López                 | 13 356    |              |
| Lobos ULMX              | Rowan Vargas        | Celaya, Guanajuato               | 2021 (4 años)   | Miguel Alemán Valdés          | 23 182    | Celaya F. C. |
| Montañeses              | Víctor Hernández    | Orizaba, Veracruz                | 2021 (3 años)   | Socum                         | 7 000     |              |
| Petroleros de Salamanca | Víctor Saavedra     | Salamanca, Guanajuato            | 1959 (66 años)  | Olímpico Sección 24           | 10 000    |              |
| Pioneros de Cancún      | Enrique Vela        | Cancún, Quintana Roo             | 1984 (41 años)  | Olímpico Andrés Quintana Roo  | 17 289    | Cancún F. C. |
| Racing Porto Palmeiras  | Jair Real           | Boca del Río, Veracruz           | 2023 (2 años)   | Unidad Deportiva Hugo Sánchez | 1 200     |              |
| Sporting Canamy         | Francisco Tena      | Oaxtepec, Morelos                | 2003 (21 años)  | Centro Vacacional IMSS        | 9 000     |              |
| Tampico Madero          | Gastón Obledo       | Tampico Madero, Tamaulipas       | 1982 (42 años)  | Tamaulipas                    | 19 667    |              |
| Yalmakan                | Giancarlo Maldonado | Chetumal, Quintana Roo           | 2013 (11 años)  | José López Portillo           | 6 600     |              |

## Temporada 2023-24 Serie B
La temporada 2023-24 de la Serie B es el torneo 50.º de la competencia correspondiente a la LXXIV temporada de la categoría. Este certamen es disputado por 15 equipos.
- Se recuperó el formato de torneo largo más liguilla luego de dos temporadas en las que se celebraron torneos cortos.[1]
- Los equipos Artesanos Metepec Fútbol Club y Club Deportivo Poza Rica se incorporaron a la división tras conseguir su ascenso deportivo desde la Tercera División.[18][19]
- El Club Calor y Pioneros de Cancún fueron recolocados en la Serie A tras cumplir con los requisitos para participar en esta rama, la temporada anterior participaron en la Serie B.[4][5]
- Los clubes Ayense, Chilangos F.C., CDM F.C. y Caja Oblatos ingresaron a la Serie B como equipos de expansión, todos jugaron en la Tercera División durante la temporada pasada.[7][20]
- Los clubes Aguacateros CDU[12] y Deportivo Dongu fueron recolocados en la Serie B tras haber estado la temporada anterior en Serie A.[21]
- El club Pachuca Premier también fue recolocado en la Serie B tras haber estado un año antes en la Serie A, sin embargo, debido a que el club creará una escuadra Sub-23 para participar en la Liga de Expansión MX, la directiva de los Tuzos fusionó su franquicia con el equipo Atlético Pachuca, por lo que será administrada por la directiva de este equipo, aunque competirá con los colores, escudo y nombre del Pachuca, además de recibir futbolistas juveniles procedentes del Pachuca al mantener la condición de equipo filial.[22]
- Los clubes Atlético Angelópolis y T'HÓ Mayas F.C. no participarán en la temporada.
- El 18 de julio de 2023 el Mazorqueros Fútbol Club anunció su desaparición, en consecuencia dejó de participar en la liga.[23] Su franquicia fue adquirida por el Santiago F.C., equipo que hasta la temporada anterior militaba en la Liga TDP y que pasó a ocupar la plaza del equipo maicero en esta categoría.[24]

### Equipos participantes
| Equipo                 | Entrenador          | Ciudad                               | Fundación      | Estadio                                       | Capacidad | Filial       |
| ---------------------- | ------------------- | ------------------------------------ | -------------- | --------------------------------------------- | --------- | ------------ |
| Aguacateros CDU        | Gerardo Castillo    | Uruapan, Michoacán                   | 2018 (6 años)  | Unidad Deportiva Hermanos López Rayón         | 5 000     |              |
| Artesanos Metepec F.C. | Juan Carlos Pedroza | Metepec, Estado de México            | 2022 (2 años)  | Unidad Deportiva Alarco Hisojo "La Hortaliza" | 2 000     |              |
| Atlético Pachuca       | Fausto Pinto        | Atitalaquia, Hidalgo                 | 2021 (4 años)  | Municipal de Atitalaquia                      | 3 000     | C.F. Pachuca |
| C.D. Ayense            | Conrado Castillo    | Ayotlán, Jalisco                     | 1988 (36 años) | Chino Rivas                                   | 4 000     |              |
| Caja Oblatos CFD       | Julio Sánchez       | Zapotlanejo, Jalisco                 | 2019 (5 años)  | Club Deportivo Zapotlanejo                    | 1 000     |              |
| Cañoneros F.C.         | Jesús Fonseca       | Ciudad de México                     | 2012 (13 años) | Momoxco                                       | 3 500     |              |
| CDM F.C.               | Juan Carlos Rico    | Ciudad de México                     | 2021 (3 años)  | Valentín González                             | 5 000     |              |
| Chilangos F.C.         | Héctor Noriega      | Ciudad de México                     | 2018 (7 años)  | Jesús Martínez "Palillo"                      | 6 000     |              |
| C.D. Chilpancingo      | Arturo Juárez       | Chilpancingo, Guerrero               | 1988 (37 años) | General Vicente Guerrero                      | 5 000     |              |
| Ciervos F.C.           | Jesús Téllez        | Chalco, Estado de México             | 2017 (7 años)  | Arreola                                       | 3 217     |              |
| Deportivo Dongu        | Román Reyes         | Cuautitlán, Estado de México         | 2019 (6 años)  | Los Pinos                                     | 5 000     |              |
| Huracanes Izcalli      | Antonio Gutiérrez   | Cuautitlán Izcalli, Estado de México | 2021 (4 años)  | Hugo Sánchez Márquez                          | 3 500     |              |
| C.D. Poza Rica         | Enrique Escudero    | Poza Rica, Veracruz                  | 1950 (75 años) | Heriberto Jara Corona                         | 10 000    |              |
| Santiago F.C.          | Martín Moreno       | Santiago, Nuevo León                 | 2017 (7 años)  | FCD El Barrial                                | 1 300     |              |
| C.D.F. Zitácuaro       | Mario Alberto Trejo | Heroica Zitácuaro, Michoacán         | 1995 (30 años) | Ignacio López Rayón                           | 10 000    |              |